# حزب مترقی ملی کارنی
حزب مترقی ملی کارنی (برمه‌ای: ကရင်နီအမျိုးသားတိုးတက်ရေးပါတီ တိုးတက်ရေးတါ ; کوته‌نوشت KNPP یک سازمان سیاسی کارنی در ایالت کایا، میانمار (برمه) است. شاخه مسلح آن، ارتش کارنی، از سال ۱۹۵۷ علیه نیروهای دولتی برای ایالت کارنی مستقل جنگید تا زمان آتش‌بس در سال ۲۰۱۲. قرارداد آتش‌بس مشابهی در سال ۱۹۹۵ امضا شده بود، اما ظرف سه ماه به هم خورد. در سال ۲۰۲۱، KNPP به عضویت شورای مشورتی وحدت ملی درآمد.